# 螳螂拳
螳螂拳是“中國武術”擊技的一種，從清末民初開始訂名，至今海內外各地多有流傳。特色是模仿螳螂的動作，兩隻手如螳螂的鉤子，並有勾摟採掛等技擊手法，在發展的過程當中，因為各地方的特色不同、各家的體會不同、融合其他門派武術等等各種原因，於是產生了許多風格各不相同的螳螂拳門派。

## 傳說中的源起
相傳螳螂拳創始者為王朗，明末清初山東省即墨人(未有歷史佐證)。螳螂拳模仿螳螂的動作，有閃轉騰挪之式、黏沾貼靠之法、勾摟採掛之手，十二種動作與手法；另結合其他十八種中國武術門派的精華，再參考猿猴的動作，融合一體。
傳說王朗比武失败后，偶然目擊螳螂捕蟬之情形，所研習而來。由王朗融會中國北方十八家名門拳法，而以螳螂捕蟬的要領為基礎，設計出十二項招式，再採取[猿猴歩法]，定名為(北)螳螂拳。
現代經考證民國初年一些手抄本後，如自稱乾隆時之昇霄道人所著《罗汉行功短打》及自稱是咸豐五年抄寫之《少林衣钵真传》，都可以說螳螂拳前身是集《罗汉短打》及山東地方拳術，經歷幾(二至三)輩而成為一個完整拳術系統的。

## 歷史
按照不同支派，最早可以追蹤到李秉霄、李二鉤、李之剪或升霄道人等人物。相信其祖先最初從福建帶來羅漢拳術。故民國初年歸類為(南)少林拳。南京中央國術館將此拳編入少林螳螂門。

## 可信的歷史
李秉霄(李二鉤-乾隆嘉慶道光時人)傳趙起祿(趙珠-嘉慶道光咸豐時人)傳梁學香(道光至光緒時人)傳姜化龍(字云生-1855年至1924年)。
另一支螳螂拳由李之剪传王永春（字云生）、郝顺昌。

## 螳螂拳發展
早期螳螂拳時只可稱為『短打手法』；手法有「崩補」和「八肘」，至李秉霄及趙珠時才創出「亂接」（現也叫攔截），再傳至梁學香才有「摘要」。故螳螂拳的經典套路為「崩步」「八肘」「亂接」「摘要」。其後研習者眾多，分流成派，套路亦各異。 梅花、七星、六合三種流派的拳術是各有特點和要求的。其風格及技巧均各有偏重。

## 北螳螂
螳螂拳採用猿猴步，走七星步法。使用梅花手法。
北螳螂拳是中国山東省以實戰為主的拳法，其中崩歩拳是其拳法中的重要基本招式。

## 北螳螂拳流派
現今螳螂拳衍生許多派別，分為硬螳螂與軟螳螂兩種。
- 硬螳螂以剛烈強勁為主。
  - 七星螳螂拳
  - 梅花螳螂拳
  - 六合螳螂拳
  - 太極螳螂拳

後又衍生摔手及光板等門派。
- -     - 近年有八步螳螂拳，是由梅花螳螂拳姜化龍，同八卦拳師王中慶、形意通背拳師陳善德合創編，融合八卦拳、形意拳及通背拳而成。
    - 秘門螳螂據說也是是由王朗另外傳下的一支。
    - 軟螳螂又稱為六合螳螂拳。

## 南螳螂
有別興盛於清末民初在山東省發展的螳螂拳，另有一派周家螳螂拳，本屬廣東東江拳系，亦源自福建羅漢拳和鶴拳一脈。在中國南方由廣東發展至香港。

## 常見手法
- 七手(七長)

1. 勾手
2. 摟手
3. 採手
4. 掛手
5. 偷手
6. 破刀手
7. 疊連手

- 八肘(八短)
- 五捶

1. 直捶
2. 掛捶
3. 圈捶
4. 崩捶
5. 窩肚捶